# Iglesia de San Juan Bautista (Fresno el Viejo)
La iglesia de San Juan Bautista es un templo católico ubicado en la localidad de Fresno el Viejo, Provincia de Valladolid, Castilla y León, España. Es de estilo románico-mudéjar. Una maqueta a escala de este edificio se encuentra en el Parque temático Mudéjar de Olmedo.

## Galería

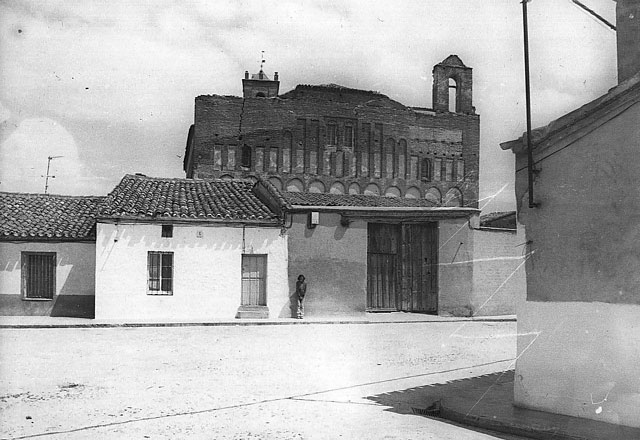
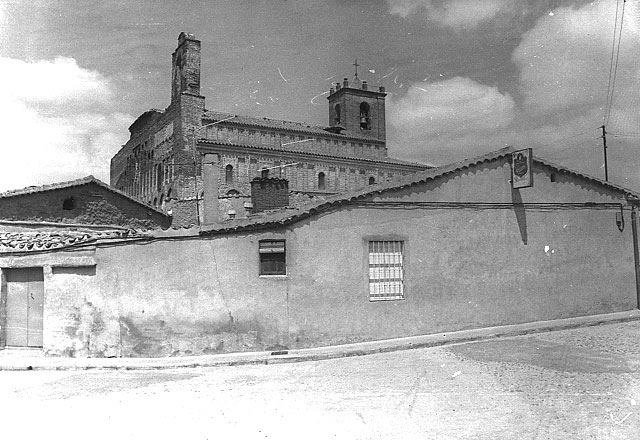
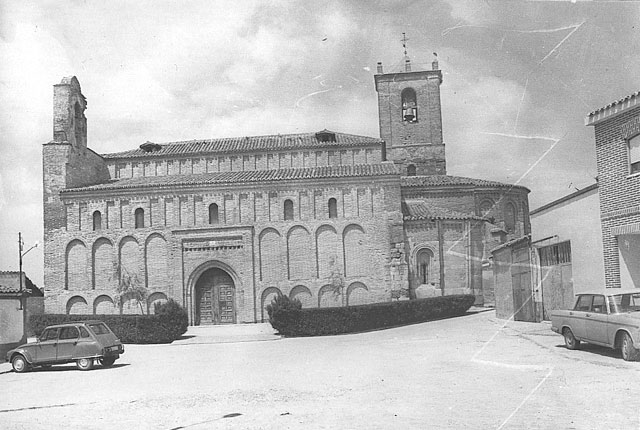
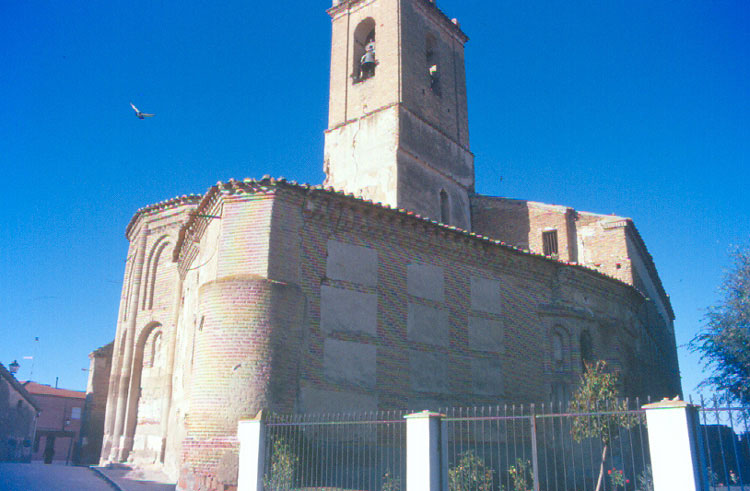
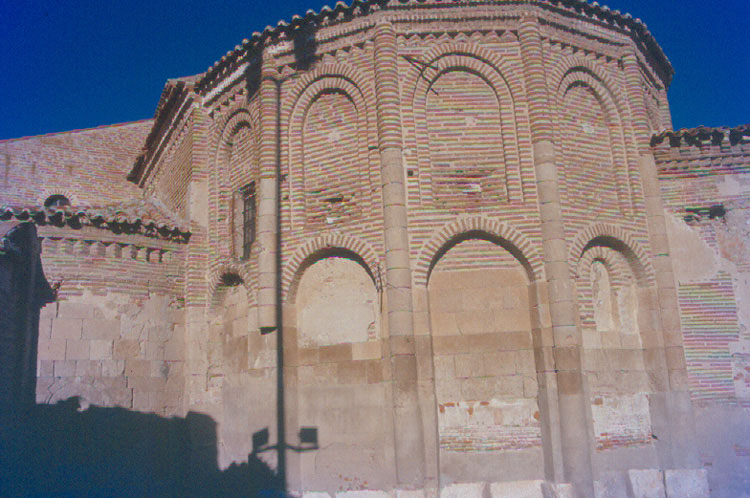
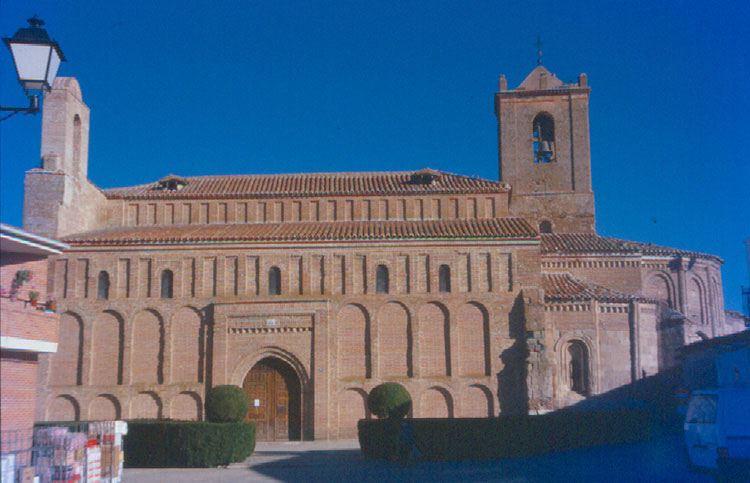
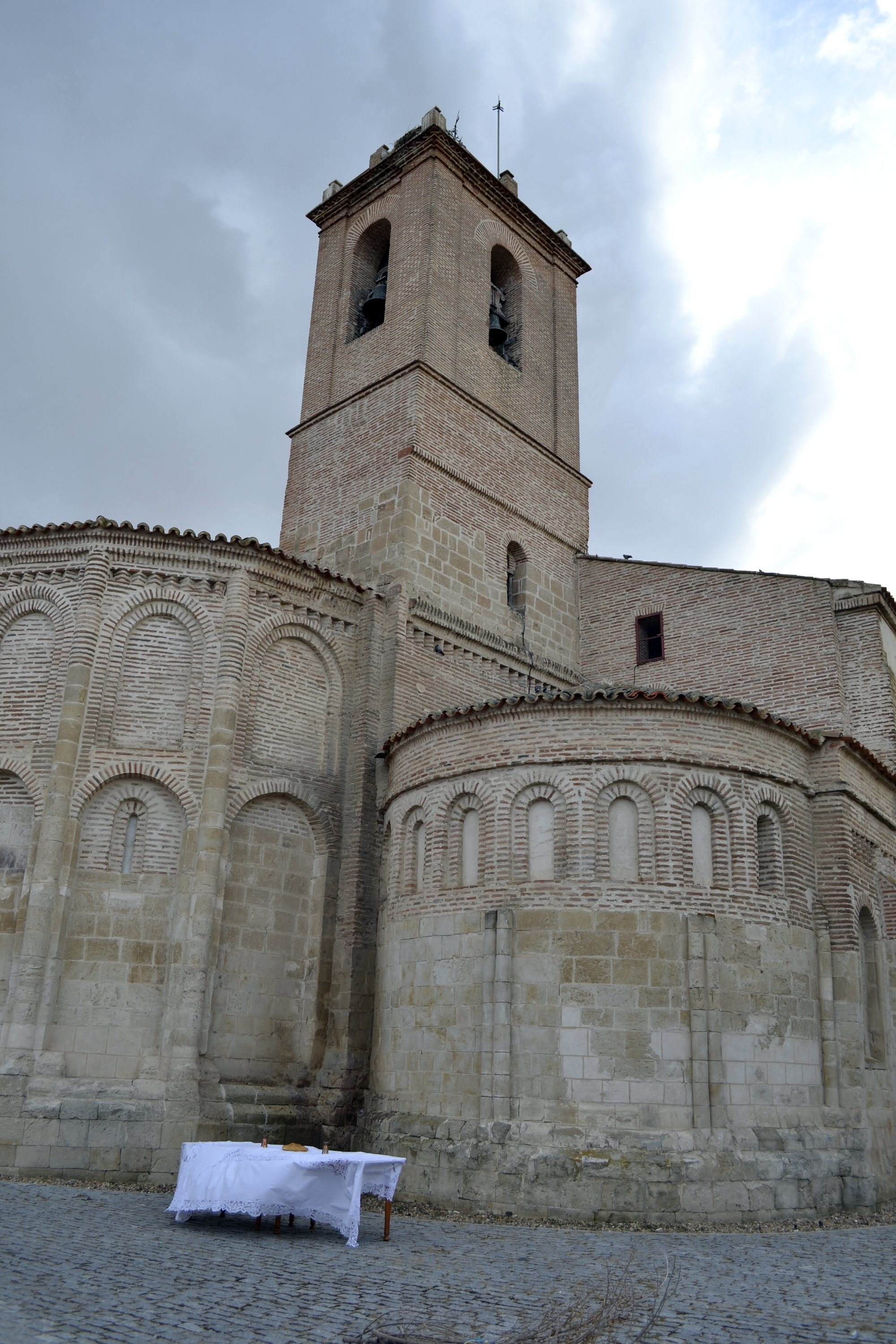